# مؤشر سعر إنفاق الاستهلاك الشخصي

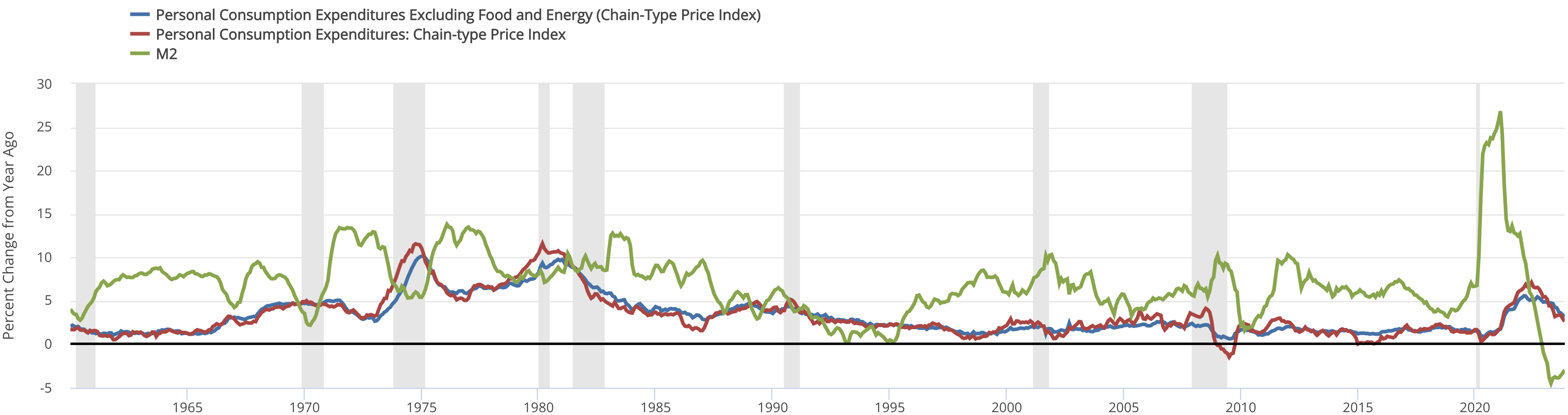
(نسبة التغير عن العام السابق)

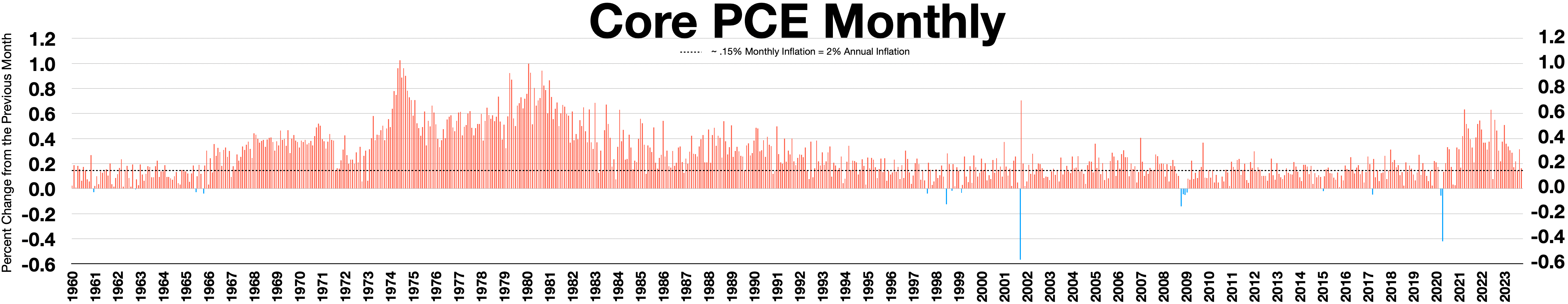
PCE الأساسية الشهرية
~ معدل التضخم الشهري 0.15% هو هدف التضخم السنوي البالغ 2%

مؤشر أسعار نفقات الاستهلاك الشخصي ( PePP ) ، والذي يشار إليه أيضًا باسم معامل انكماش نفقات الاستهلاك الشخصي بواسطة مكتب التحليل الاقتصادي (BEA)  هو مؤشر على مستوى الولايات المتحدة لمتوسط الزيادة في الأسعار لجميع الاستهلاك الشخصي المحلي.
يتم قياسه (على أساس عام 2012 = 100). باستخدام مجموعة متعددة من البيانات بما في ذلك مؤشر أسعار المستهلك الأمريكي ومؤشر أسعار المنتجين، يتم استخلاصه من أكبر مكون للناتج المحلي الإجمالي في الدخل القومي وحسابات المنتجات الخاصة بـ BEA، ونفقات الاستهلاك الشخصي.
مقياس نفقات الاستهلاك الشخصي (PCE) هو إحصائية مكونة للاستهلاك في الناتج المحلي الإجمالي تم جمعها بواسطة مكتب التحليل الاقتصادي الأمريكي، يتألف من النفقات الفعلية والمقدرة للأسر ويتضمن البيانات المتعلقة بالسلع والخدمات المعمرة وغير المعمرة. وهو في الأساس مقياس للسلع والخدمات التي تستهدف الأفراد ويستهلكها الأفراد.  المقياس الأقل تقلب لمؤشر أسعار نفقات الاستهلاك الشخصي هو مؤشر أسعار نفقات الاستهلاك الشخصي الأساسي ( CPCE )، الذي يستثني أسعار المواد الغذائية والطاقة الأكثر تقلبًا والموسمية.
عند المقارنة مع مؤشر أسعار المستهلك الرئيسي (CPI)، والذي يستخدم مجموعة واحدة من أوزان الإنفاق لعدة سنوات، يستخدم هذا المؤشر مؤشر أسعار فيشر ، الذي يستخدم بيانات الإنفاق من الفترة الحالية والفترة السابقة. أيضا يستخدم مؤشر PCEPI مؤشر متسلسل يقارن سعر ربع واحد بالربع السابق بدلاً من اختيار قاعدة ثابتة. وتفترض طريقة مؤشر الأسعار هذه أن المستهلك قد سمح بالتغيرات في الأسعار النسبية . وهذا يعني أنهم استبدلوا السلع التي ترتفع أسعارها بالسلع التي تكون أسعارها مستقرة أو منخفضة.
تم متابعة نفقات الاستهلاك الشخصي منذ يناير 1959. حتى يوليو 2018، بلغ متوسط التضخم الذي تم قياسه بواسطة نفقات الاستهلاك الشخصي 3.3%، في حين بلغ متوسطه 3.8% باستخدام مؤشر أسعار المستهلك.  قد يكون هذا بسبب فشل مؤشر أسعار المستهلك في أخذ تأثير الاستبدال substitution effect بعين الاعتبار. بدلا من ذلك، يشير تقرير غير منشور من قبل مكتب إحصاءات العمل إلى أن معظمه يأتي من طرق مختلفة لحساب نفقات المستشفى وتذاكر الطيران. 

## الاحتياطي الفيدرالي
في" تقرير السياسة النقدية " (" تقرير همفري هوكينز ") بتاريخ 17 فبراير 2000، قالت اللجنة الفيدرالية للسوق المفتوحة إنها غيرت مقياسها الأساسي للتضخم من مؤشر أسعار المستهلك إلى "مؤشر الأسعار من النوع المتسلسل للاستهلاك الشخصي". النفقات". 

## مقارنة بمؤشر أسعار المستهلك

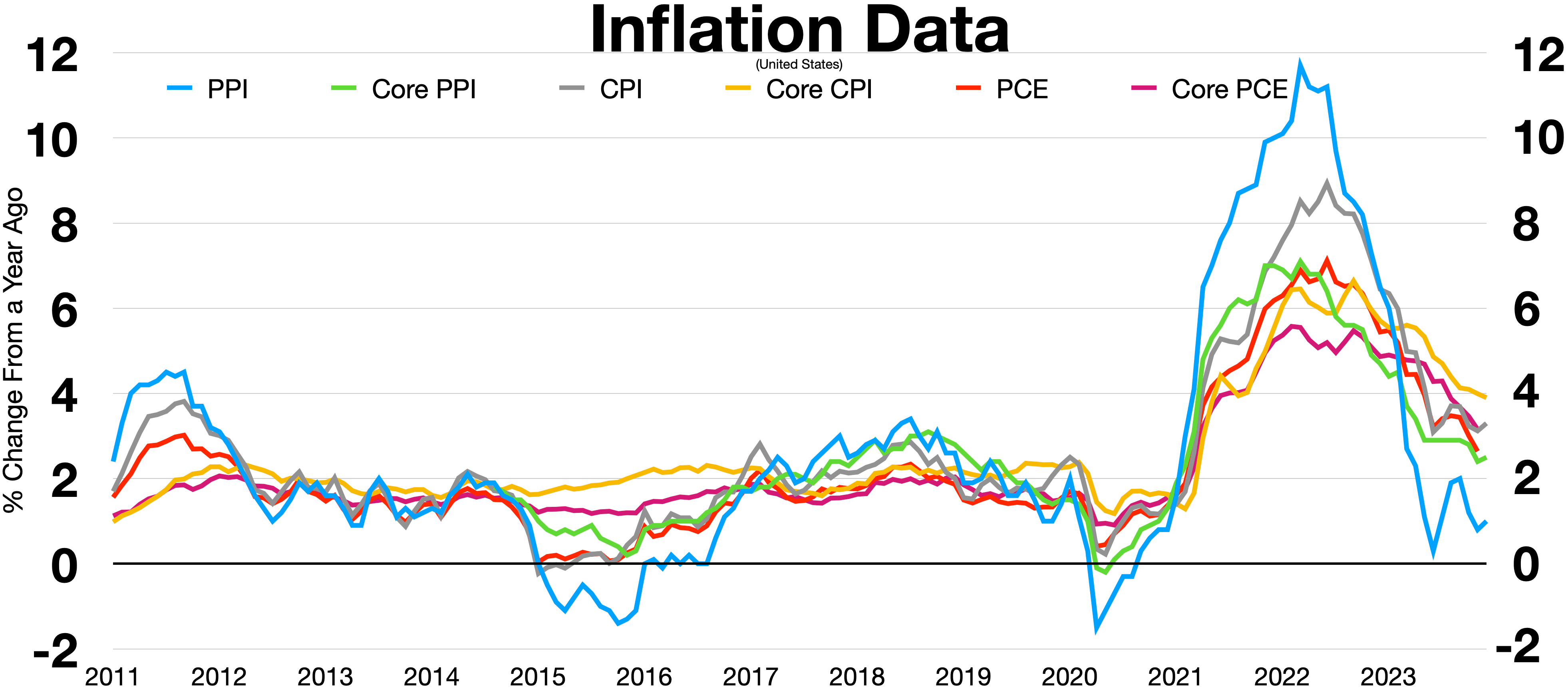
مؤشر أسعار المنتجين هو مؤشر رئيسي ، ومؤشر أسعار المستهلكين ونفقات الاستهلاك الشخصي متخلفة
PPI مؤشر أسعار المنتجين

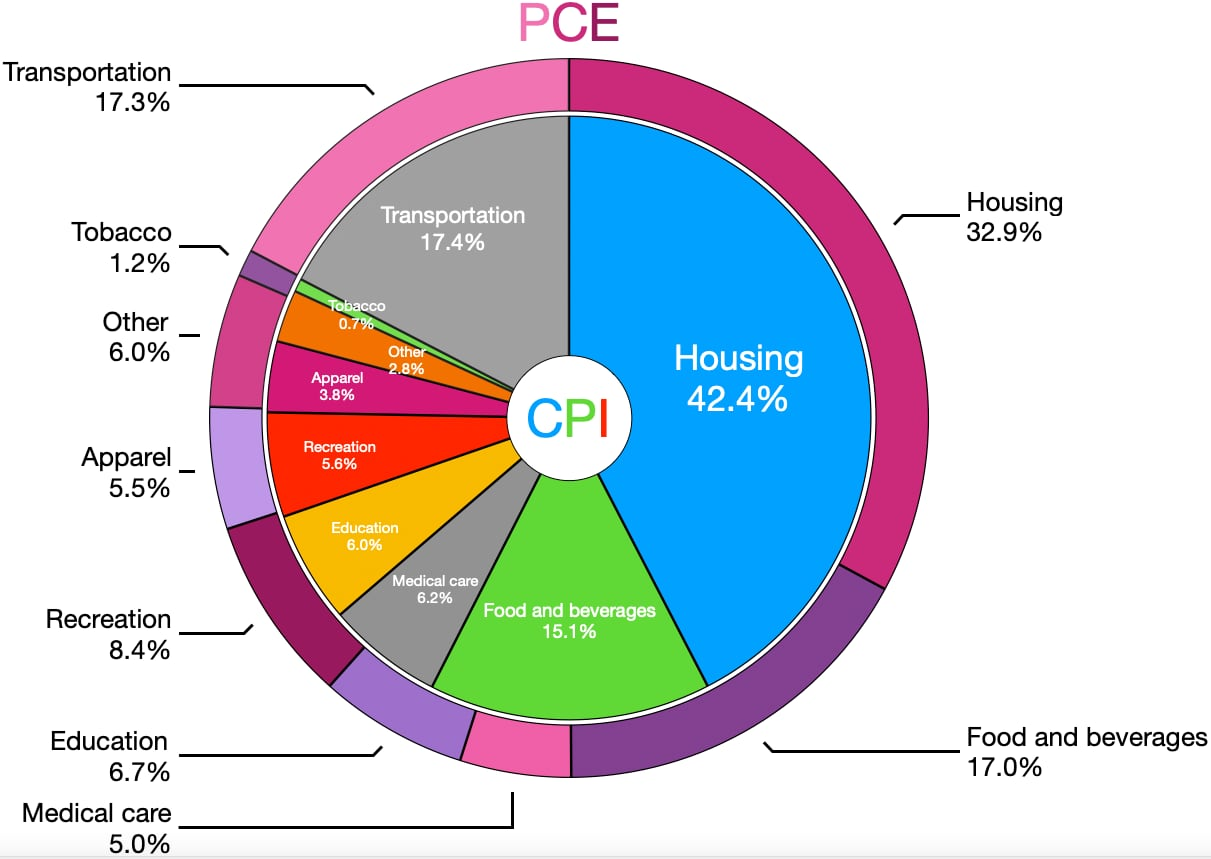
مؤشر أسعار المستهلكين مقابل نفقات الاستهلاك الشخصي

يمكن تجميع الاختلافات بين الفهرسين في أربع فئات: تأثير الصيغة formula effect، تأثير الوزن weight effect، تأثير النطاق scope effect، التأثيرات الأخرى.
- يمثل تأثير الصيغة الصيغ المختلفة المستخدمة لحساب الفهرسين. يعتمد مؤشر أسعار نفقات الاستهلاك الشخصي على صيغة فيشر-آيديال، بينما يعتمد مؤشر أسعار المستهلك على صيغة Laspeyres المعدلة.
- يمثل تأثير الوزن الأهمية النسبية للسلع الأساسية التي تنعكس في بناء المؤشرين.
- تأثير النطاق يفسر الاختلافات المفاهيمية بين الفهرسين. يقيس نفقات الاستهلاك الشخصي الإنفاق من قبل القطاع الشخصي وبالنيابة عنه، والذي يشمل كلاً من الأسر والمؤسسات غير الربحية التي تخدم الأسر؛ يقيس مؤشر أسعار المستهلكين الإنفاق من جيوب الأسر. يتم ضبط تأثير النطاق "الصافي" لعناصر مؤشر أسعار المستهلكين (CPI) خارج نطاق مؤشر أسعار نفقات الاستهلاك الشخصي (PCE) أقل من العناصر الموجودة في مؤشر أسعار نفقات الاستهلاك الشخصي (PCE) التي تقع خارج نطاق مؤشر أسعار المستهلكين (CPI).
- "التأثيرات الأخرى" تشمل فروق التعديل الموسمي، وفروق الأسعار، والفروق المتبقية.[9]

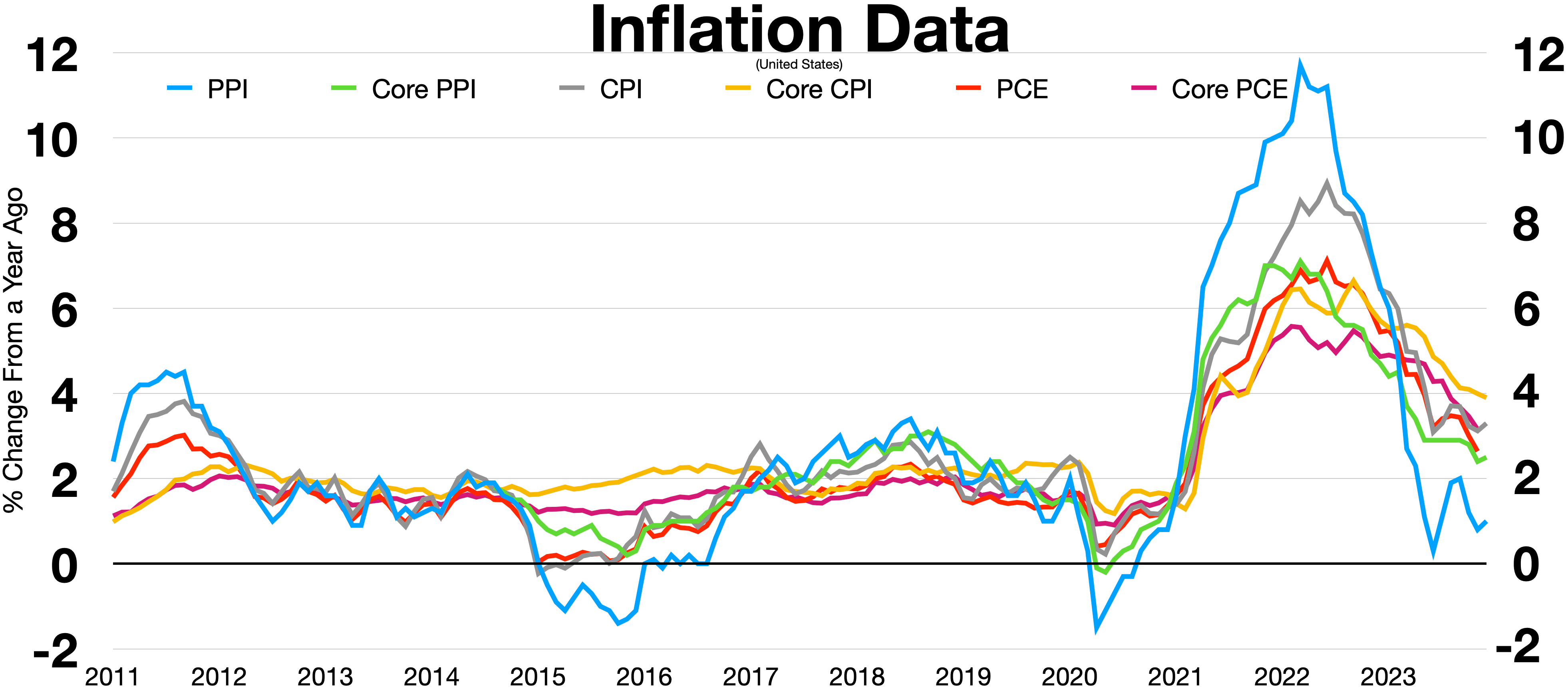
مؤشر أسعار المنتجين هو مؤشر رئيسي ، ومؤشر أسعار المستهلكين ونفقات الاستهلاك الشخصي متخلفة
PPI مؤشر أسعار المنتجين

## أنظر أيضا
- مؤشر الأسعار
- معامل انكماش الناتج المحلي الإجمالي
- إنفاق الاستهلاك النهائي للأسرة (HFCE)
- تضخم اقتصادي

## روابط خارجية

### البيانات
- Summarying.com: الدخل الشخصي والإنفاق
  - Summarying.com: مؤشر أسعار المستهلك (مؤشر أسعار المستهلكين الأساسي كمقارنة)
- النشرات الإخبارية الحالية من مكتب التحليل الاقتصادي
- مؤشر بيانات الاحتياطي الفيدرالي في سانت لويس FRED2 PCE

### المقالات
- نفقات الاستهلاك الشخصي - نفقات الاستهلاك الشخصي
- الأسئلة الشائعة: ما هو مؤشر أسعار نفقات الاستهلاك الشخصي "القائم على السوق"؟
- معامل انكماش الأسعار الضمني لنفقات الاستهلاك الشخصي - مقياس التضخم في الاستفتاء 47
  - معلومات انكماش الأسعار الضمنية
- FRB: تقرير السياسة النقدية المقدم إلى الكونجرس – 17 فبراير 2000
- TheStreet.com: تلبية هدف التضخم الجديد بعيد المنال لمجلس الاحتياطي الفيدرالي